# Money for Nothing (Lied)
Money for Nothing (englisch für „Geld für nichts“) ist ein Lied der britischen Rockband Dire Straits, das im Mai 1985 erschien.

## Entstehung und Veröffentlichung
Geschrieben wurde das Lied von Dire-Straits-Frontmann Mark Knopfler, zusammen mit dem britischen Musiker Gordon Sumner (Sting). Sting machte zufällig gerade auf der Karibikinsel Montserrat in der Nähe des Tonstudios der Dire Straits Urlaub und wurde spontan als Gastsänger eingeladen. Mit Kopfstimme singt er zu Beginn des Liedes den Satz „I Want My MTV“, bevor die Band, angeführt von einem aggressiven Schlagzeug, und Knopfler mit dem Text einsetzt. Sting ist auch für den Gesang im Fadeout verantwortlich, das in der Albumversion fast zwei Minuten dauert. Die Melodie der Textzeile „I Want My MTV“ ist mit Absicht an die des Police-Liedes Don’t Stand So Close to Me angelehnt. Knopfler und Sting singen die gemeinsamen Textzeilen meist rhythmisch leicht versetzt. In einem Interview erklärte Knopfler, das sei so gewollt und eine kleine Anspielung darauf, dass sich die Popmusik Mitte der 1980er-Jahre durch die immer wichtiger werdenden Videos in zwei Lager spaltete, die unterschiedliche (also sozusagen „asynchrone“ und nicht mehr harmonierende) Meinungen vertraten, ob die immer stärkere Visualisierung der Popmusik zwangsläufig ihren Untergang bedeute oder nicht. Gegen Stings Willen bestand A&M Records darauf, dass er als Koautor auf dem Cover der Platte genannt und A&M Records am Umsatz der Platte beteiligt wurde.
Die Erstveröffentlichung von Money for Nothing erfolgte am 14. Mai 1985 bei Vertigo Records, als Teil des fünften Dire-Straits-Studioalbums Brothers in Arms (Katalognummer: 824 499-2). Am 24. Juni desselben Jahres erschien das Lied als dritte Singleauskopplung aus dem Album. Diese erschien als 7″-Single (Katalognummer: 880 916-7) sowie als 12″-Single (Katalognummer: 880 916-1Q) mit je eine Liveversion zu Love Over Gold als B-Seite.

## Inhalt
Money for Nothing ist eine ironische Auseinandersetzung mit dem Musik- und Mediengeschäft in Form einer sogenannten Rollenlyrik. Der Autor „spricht“ nicht selbst, sondern übernimmt die Perspektive einer Figur, die mit dem Musikgeschäft nichts zu tun hat. Dieser einfache Arbeiter geht seinem Job nach und lässt sich über Rockstars aus, die seiner Ansicht nach „Kohle für nichts“ bekommen. Schon in der ersten Textzeile wird dessen Verachtung deutlich, wenn er die Popstars als „Pfeifen“ oder „Penner“ („Now look at them yo-yos“) bezeichnet.
Im Video sieht man zwei Möbelpacker, die die besungenen Kühlschränke und Fernsehapparate liefern und während schweißtreibender Arbeit von den Geräten ungewollt beschallt werden („We gotta move these refrigerators, gotta move these colour TVs…“, „They play the guitar on the MTV… That ain’t working!“). Knopfler nimmt sich bewusst selbst auf den Arm, da er diese fiktive Figur ausgerechnet über den Gitarristen schimpfen lässt, der er in seiner Band ja selbst war. Eine spezielle zeitkritische Dimension erhält der Text mit seinem Blick auf das Musikfernsehen der 1980er-Jahre. Äußerlichkeiten und die schiere Oberfläche sorgen dafür, dass Musiker einen Hit haben und in der Öffentlichkeit über die Musiksender präsent sind. Money for Nothing basiert laut Knopfler auf einer Situation, die er selbst in einem Fernsehgeschäft in New York beobachtet hat.

„Ich beobachtete […] diese zwei Arbeiter in ihrer Arbeitsmontur, Latzhosen, Sicherheitsschuhe und alles. […] Sie standen vor dem Regal und betrachteten die Bildschirme. Auf allen Fernsehern lief MTV, die Bilder der Musikvideos wurden zigfach wiedergegeben. Plötzlich begannen die beiden zu fluchen und über die Videos zu lästern. Erst hörte ich gar nicht richtig hin. Als die Flüche allerdings immer eindeutiger wurden, merkte ich auf. Einer der beiden sagte zu seinem Kumpel: ‚Nun sieh dir diese Schwuchteln an. Die tragen Ohrringe und sind geschminkt. Und für diesen Scheiß, den die da machen, kriegen die auch noch Geld.‘ Diese Sätze waren die Initialzündung für das Lied. Ich lieh mir an der Kasse Papier und Stift. Ich wollte jedes Wort der beiden noch im Laden aufschreiben.“

## Musikvideo
Das dazugehörige computergenerierte Musikvideo entstand unter der Regie von Steve Barron. Es war das erste, das der Musiksender MTV Europe bei seinem Start am 1. August 1987 ausstrahlte. Das Musikvideo wurde 1985 mit dem Grammy für die „Beste Rock-Performance eines Duos oder einer Gesangsgruppe“ ausgezeichnet. und bei den MTV Video Music Awards 1986 als Video des Jahres sowie als Best Group Video.

## Rezeption
Die Rollenlyrik wurde zur damaligen Zeit nicht von allen Hörern erkannt, die das Lied als sexistisch, homophob und ähnliches bezeichneten und Knopfler unterstellten, er würde den Text ernst meinen, den er singt. Der Vorwurf der Homophobie entzündete sich besonders an der Verwendung des Wortes „faggot“ (engl. „Schwuchtel“) in der Albumversion des Stückes. In späteren Versionen wird an dieser Stelle das Wort „maggot“ (engl. „Made“) verwendet.

## Kommerzieller Erfolg

### Chartplatzierungen
Money for Nothing avancierte zum einzigen Nummer-eins-Hit der Dire Straits in den US-amerikanischen Billboard Hot 100. Darüber hinaus erreichte es Top-10-Platzierungen in Neuseeland und dem Vereinigten Königreich (Rang 4) sowie in Österreich (Rang 7).
| ChartsChartplatzierungen       | Höchstplatzierung | Wochen/ Monate |
| ------------------------------ | ----------------- | -------------- |
| Deutschland (GfK)              | 19 (15 Wo.)       | 15 Wo.         |
| Österreich (Ö3)                | 7 (2,5 Mt.)       | 2,5 Mt.        |
| Schweiz (IFPI)                 | 22 (3 Wo.)        | 3 Wo.          |
| Vereinigte Staaten (Billboard) | 1 (22 Wo.)        | 22 Wo.         |
| Vereinigtes Königreich (OCC)   | 4 (16 Wo.)        | 16 Wo.         |

| ChartsJahrescharts (1985)      | Platzierung |
| ------------------------------ | ----------- |
| Vereinigte Staaten (Billboard) | 8           |
| Vereinigtes Königreich (OCC)   | 38          |

### Auszeichnungen für Musikverkäufe
| Land/Region                  | Auszeichnungen für Musikverkäufe (Land/Region, Auszeichnung, Verkäufe) | Verkäufe  |
| ---------------------------- | ---------------------------------------------------------------------- | --------- |
| Dänemark (IFPI)              | Platin                                                                 | 90.000    |
| Deutschland (BVMI)           | Gold                                                                   | 250.000   |
| Italien (FIMI)               | Platin                                                                 | 70.000    |
| Kanada (MC)                  | Gold                                                                   | 50.000    |
| Neuseeland (RMNZ)            | 4× Platin                                                              | 120.000   |
| Spanien (Promusicae)         | Platin                                                                 | 60.000    |
| Vereinigtes Königreich (BPI) | 2× Platin                                                              | 1.200.000 |
| Insgesamt                    | 2× Gold · 9× Platin ·                                                  | 1.840.000 |

Hauptartikel: Dire Straits/Auszeichnungen für Musikverkäufe

## Walk of Lifeals Gegenargument zuMoney for Nothing
Auf dem Album Brothers in Arms folgt nach Money for Nothing das Lied Walk of Life. Mark Knopfler erklärte in einem Interview, er habe in den Zeilen „And after all the violence and double talk“, „There’s just a song in all the trouble and the strife“ und „You do the walk, you do the walk of life“ inhaltlich einen Gegenpol zu der Aussage in Money for Nothing setzen wollen. Letztlich sei doch die Musik (also die Kunst) das einzige, was einen im Leben retten könne, und nicht der ganze Rummel, der um sie herum veranstaltet werde.

## Trivia
Bis 2005 diente das Intro von Money for Nothing als Titelmusik der Dokumentationssendung 37 Grad.